# Taras Bulba (opera)
Taras Bulba (v ukrajinském originále Тарас Бульба) je velká historická opera o pěti jednáních ukrajinského skladatele Mykoly Lysenka z let 1880–1890. Libreto k ní napsal Mychajlo Staryckyj podle stejnojmenné novely N. V. Gogola ze sbírky Mirgorod. Opera byla poprvé uvedena až po smrti skladatele v roce 1924. Je považována za klasické dílo ukrajinské opery. V současnosti je uváděna v přepracované verzi, jejíž text upravil Maksym Rylskyj, hudbu doplnil Levko Revuckyj a celou operu orchestroval Borys Ljatošynskyj.

## Vznik a historie opery
Úmysl napsat velkou historickou operu z ukrajinských dějin na námět Gogolovy novely pojal Mykola Lysenko již v době svých studií v Petrohradě roku 1874. Po skladatelově návratu do Kyjeva o této myšlence diskutoval se svým švagrem a libretistou všech svých raných oper, dramatikem a divadelním organizátorem Mychajlem Staryckým. Podle Staryckého vzpomínek Lysenko zprvu váhal mezi dvěma gogolovskými náměty a klonil se spíše ke Strašné pomstě ze sbírky Večery na samotě u Dikaňky s Tarasem Bulbou v záloze, ale zákaz provozování ukrajinských divadelních inscenací jej od konkrétní práce odrazoval. Když se roku 1880 začala situace zlepšovat, vrátil se Lysenko ke Staryckému se starou myšlenkou a novým elánem, tentokrát se však definitivně rozhodl pro Tarase Bulbu.
Staryckyj na veršovaném libretu velké historické opery pracoval od léta 1880 na statku své ženy ve vsi Karpyvka v Podolské gubernii, tam je i dokončil 1. listopadu téhož roku a Lysenko vzápětí začal pracovat na hudbě, často přímo u Staryckého. Měla se stát jeho životním dílem; s tím, jak se rýsovala či mizela možnost dílo uvést, se skladatel k dílu vracel až do své smrti. V klavírním výtahu dopsal operu po deseti letech, roku 1891 – však mezitím vedle mnoha dalších aktivit dokončil definitivní verzi své opery Vánoční noc, operu Utonulá, operetu Natalka Poltavka a dětskou operu Drzá koza. Na veřejnosti však představil některé úryvky poprvé již 15. března 1886 na koncertě v Kyjevském městském divadle, později i na mnoha dalších koncertech a opera tak pronikla do povědomí veřejnosti mnohem dříve, aniž byla fakticky uvedena; některé melodie dosáhly dokonce značné obliby. Skladatel rád přehrával své dílo návštěvníkům a řad pamětníků zaznamenala, že v prosinci roku 1891 přehrál celého Tarase Bulbu P. I. Čajkovskému, který jím prý byl nadšen a hodlal se zasadit o uvedení Tarase Bulby v carském divadle v Petrohradě. Lysenko však váhal, opera nebyla v partituře dokončena a roku 1893 Čajkovskij zemřel. V roce 1895 seznámil Lysenko se svou operou i N. A. Rimského-Korsakova při jeho pobytu v Kyjevě. Rimskij-Korsakov projevil méně nadšení – ve svých pamětech komentoval návštěvu u Lysenků lakonicky: „Hostili mne Tarasem a vareniky, to druhé chutnalo lépe.“ Přesto však i on zval Lysenka do Petrohradu, aby tam operu uvedl, ale Lysenko opět váhal. Později dostal Lysenko i nabídku od šéfdirigenta Velkého divadla v Moskvě Ippolita Altaniho a tamního pěvce a režiséra Antonína Balcara, ale i ji oddaloval, stejně jako se zdráhal předložit Tarase Bulbu kyjevskému opernímu divadlu. Podle M. S. Druskina „skromný a sebekritický skladatel nespěchal s jeho provedením“. Lysenko však zejména nesouhlasil s požadovaným překladem libreta do ruštiny, které bylo podmínkou pro uvedení v ruskojazyčném divadle (ukrajinskojazyčné divadlo, které by zvládlo uvést tak náročné dílo, za Lysenkova života neexistovalo). Podle libretisty Staryckého „[m]ožná jej lekala myšlenka, že jeho drahé dítě bude veřejnosti představeno nikoli v rodném jazyce.“ Ke sklonku života však Lysenko začal přece jen usilovat o provedení: dokončoval instrumentaci, dal pořídil ruský překlad libreta (zhotovila ho Staryckého dcera o Ljudmyla Starycka-Černjachivska), roku 1911 jednal o uvedení v Moskvě (rozhovory opět uvízly na otázce jazyka), poté se v Petrohradě se domluvil s ředitelstvím carských divadel, že jim kompletní operu předloží k posouzení, a v roce 1912 připravil k publikaci u německého (lipského) nakladatelství K. H. Redera klavírní výtah Tarase Bulby. Když však v prosinci 1912 tento klavírní výtah (obsahující vedle sebe text v ukrajinštině a v ruštině) vyšel, byl již Lysenko po smrti a nadějím na uvedení opery (o němž z pietních důvodů uvažovalo i vedení Kyjevského městského divadla) učinila konec první světová válka.

## OsudyTarase Bulbyv poststalinském období
Po Stalinově smrti bezprostřední politické tlaky na umělecká díla citelně polevily. Rylskyj, Revuckyj a Ljatošynskyj v této době dokončili třetí, konečnou verzi své redakce Tarase Bulby. Zejména po dramaturgické stránce znamená částečný návrat k Lysenkovu originálu, „polské“ scény byly navráceny, i když v redukované formě, a s nimi posílena milostná a lyrická stránka příběhu, i když zdaleka ne na úroveň odpovídající autorskému záměru. Tato podoba se stala základem pro většinu budoucích inscenací, i když v ní byly z provozních i uměleckých důvodů činěny různé škrty (je například běžně uváděna ve čtyřech aktech místo pěti). Poprvé byla uvedena 29. března 1955 v kyjevském operním divadle. Příslušný klavírní výtah pak byl publikován roku 1964, roku 1967 orchestrální partitura předehry a roku 1989 celá partitura.
Nová inscenace, kterou kyjevské divadlo nastudovalo a premiérovalo 24. února 1981, byla umělecky zřejmě dosud nejúspěšnější. Svou činnost ve funkci hlavního dirigenta kyjevské opery jí zahájil dirigent Stefan Turčak a propagoval ji i na zájezdech. V roce 1982 tak velmi úspěšně představil Tarase Bulbu na Mezinárodním operním festivalu v západoněmeckém Wiesbadenu a v roce 1987 s ní hostoval v Drážďanech a v Záhřebu, také v Nizozemsku a Francii. Jednalo se o první a dosud jediné seznámení evropského publika s tímto emblematickým dílem. Inscenace z roku 1992 dirigenta Volodymyra Kožuchara a režiséra Dmytra Hnatjuka byla připravena ke 150. výročí Lysenkova narození a hrála se déle, byla však hodnocena jako méně zdařilá; včetně obnovené scénografie A. Petryckého z let 1937/55 oživovala monumentální estetiku stalinského období. Charkovské divadlo uvedlo v poválečném období nové inscenace Tarase Bulby v letech 1956 a 1971. Jeho poslední inscenace z roku 2007 byla zajímavá tím, že se zakládala na původní, umělecky konzistentnější Revuckého a Ljatošynského revizi z roku 1937, i když ta je nejvíce vzdálena Lysenkovu originálu. Naopak dosud nebyl Taras Bulba uveden v původní autorské verzi Lysenka a Staryckého, i když by to současné poznatky umožňovaly a odborná veřejnost se o to zasazovala.
Zatímco Taras Bulba zaujímal prominentní místo v hostujícím repertoáru kyjevského divadla opery a baletu, inscenace mimo ukrajinské území byly zcela výjimečné. Roku 1968 uvedlo tuto operu divadlo v burjatském hlavním městě Ulan-Ude, v roce 1972 pak operní divadlo v gruzínském Tbilisi (kde se poprvé hrála již roku 1932). Mimo území (bývalého) Sovětského svazu Taras Bulba nepronikl.

## OhlasTarase Bulbyv hudební tvorbě
Na námět Gogolovy povídky vznikla řada hudebních děl, mimo jiné:
- Taras Bulba, opera Nikolaje Jakovleviče Afanasjeva, napsaná kolem 1860, nehraná
- Obléhání Dubna (Osada Dubno), opera Petra Petroviče Sokalského, napsaná 1876-1884, nikdy nehraná
- Taras Bulba, opera Vasilije Vasiljeviče Kühnera, premiéra roku 1880 v Mariinském divadle v Petrohradě
- Taras Bulba, opera Vladimira Nikitiče Kašperova, premiéra roku 1887 (1893?) ve Velkém divadle v Moskvě
- Taras Bulba, opera Artura Beruttiho, premiéra roku 1895 v Turíně
- Kozáci (Kosakkerne), opera Catharinuse Ellinga, premiéra roku 1897 v Oslu
- Taras Bulba, opera Sergeje Alexandroviče Trailina, premiéra roku 1914 v Petrohradě
- Taras Bulba, opera Marcela Samuela-Rousseaua, premiéra roku 1919 v Paříži
- Taras Bulba, balet Reinholda Glièra, premiéra roku 1952
- Taras Bulba, balet Vasilije Pavloviče Solovjova-Sedého, premiéra roku 1940/1955

## Osoby
- Taras Bulba, plukovník kozáckého vojska na Ukrajině – bas
- Nasťa, jeho žena – mezzosoprán
- Ostap, jejich starší syn – baryton
- Andrij, jejich mladší syn – tenor
- Motrja, schovanka v rodině Bulbově – alt
- Vojevoda města Dubna, polský magnát – bas
- Marilica (Marylcja), jeho dcera – soprán
- Tatarka, její služebná – alt
- Kobzar, slepý stařec – tenor
- Kyrďaga, nově zvolený košový hetman tábora v Záporožské Siči – bas
- Košový hetman, jeho předchůdce – bas
- Bunčužnyj, praporečník v Záporožské Siči – bas
- Tovkač, esaul kozáckého vojska na Ukrajině, přítel Bulbův – baryton
- Zadorožnyj, kozák – tenor
- Dovbyš – bas
- Posel z Hetmanštiny (vrchního kozáckého velitelství) – tenor
- Jaukel, žid, markytán při kozáckém vojsku, starý Bulbův služebník – tenor
- Záporožec v Kyjevě na podolském náměstí – bas
- Klíčník, mnich Bratrského kláštera – bas
- Kozák – baryton
- Esaul – tenor
- Sudí – baryton
- Písař – baryton
- Jezuita – tenor
- Náčelník polské stráže – tenor
- Plukovníci, setníci, esaulové z kozáckého vozatajstva, záporožští kozáci, sičoví starci, polští komisaři, dvořané vojevodovi, páni a paní, hajduci, seminaristi, sousedé-hosté v domě Bulbově, chlapci, dívky-prodavačky.

(Postavy uvedené kurzívou se vyskytují v Lysenkově originále, ale ne v běžně provozované verzi; postavy uvedené tučně se vyskytují v běžně provozované verzi, ale ne Lysenkově originále.)

## Děj opery

### 1. dějství
(1. obraz – Kyjev, náměstí před Bratrským klášterem) Na náměstí zvon svolává pravoslavné věřící do kostela, tu a tam se procházejí oddíly polského vojska. Objeví se lidový pěvec – kobzar – a lidem, kteří se kolem něho shromáždí, zpívá píseň o neradostném osudu vlasti: pánové prý chystají jakousi unii, kterou chtějí zbavit lid pravé víry a slávy (duma kobzara: Oj krjače voron syzokrylyj ščo popavsja v puta / Ой кряче ворон сизокрилий що попався в пута). Lid přizvukuje, ale Ostap varuje: blíží se polští komisaři. Jejich náčelník se oboří na kobzara, ale ten hbitě zanotuje žertovnou, ke které se shromážděný dav přidává (píseň kobzara se sborem A mij baťko orendar, čebotar / А мій батько орендар, чеботар).
Dav se rozejde, na náměstí nabízejí své zboží trhovci, procházejí se studenti, měšťané i polská šlechta. Kozácký plukovník Taras Bulba se syny Andrijem a Ostapem vychází z kláštera a klášternímu klíčníku svěřuje své syny do péče, aby se v klášteře něčemu naučili – i kozák si musí osvítit rozum a zušlechtit srdce, proto ať nich nešetří rákoskou (zpěv Tarase Nahjladajte ž za synamy, ne žalijte na nych rizok / Наглядайте ж за синами, не жалійте на них різок). Sám, až mu v boji poklese ruka, hodlá svá stará léta zakončit v klášteře (árie Koly ž, podužanyj litamy / Коли ж, подужаний літами). Loučí se se syny a přikazuje jim učit se, ale nezapomínat na rodné Záporoží.
Když Taras s klíčníkem odejdou, uhodí Ostap na Andrije: kde se toulal, proč nebyl při bohoslužbě v cerkvi? Andrij se přiznává, že byl v (katolickém) kostele, ale nikoli snad kvůli víře, jak se zděšený Ostap domnívá, ale kvůli jisté polské krasavici, do níž se onehda zamiloval, když ji potkal na ulici (Andrejovo vyprávění Ja jšov nedavno povz majdan / Я йшов недавно повз майдан). Zatímco Andrej opěvuje dívčin zjev, Ostap to považuje za šílenství a bojí se, že Polka připraví bratra o rozum (duet Ščo ty verzeš, šalenyj! Cyť! / Що ти верзеш, шалений! Цить!). Tu prochází po náměstí skupina polských šlechticů a šlechtičen a mezi nimi vojvoda s dcerou, v níž Andrij poznává obdivovanou krásku. Rozběhne se za nimi a Ostap jej marně volá zpět.
Ostap se obrací na kobzara, aby znovu zazpíval, a to takovou píseň, která by povzbudila kozáky. Kobzar mu vyhoví a zanotuje buřičský popěvek vyzývající k povstání proti polským pánům (Oj či dovho šče nam korytysja panam … Stohnuť sela i lany / Ой чи довго ще нам коритися панам… Стогнуть села і лани). Ke zpěvu se přidávají i posluchači včetně Ostapa, a již jsou tu opět komisaři. Kobzar opět změní nápěv na žertovnou píseň (píseň Oh prodala divčyna salo / Ой продала дівчина сало). Tentokrát chtějí polští žoldnéři kobzara zatknout a uvěznit, ale lid pěvce brání. Ostap volá na pomoc spolužáky seminaristy a s nimi v obraně ustoupí do bran Bratrského kláštera.
(2. obraz – Přepychová komnata vojevodovy dcery) V Marilicině komnatě sedí několik ukrajinských děvčat a zabývají se výšivkami; stýskají si nad tím, že musí sloužit pánům daleko od svého rodiště (ženský sbor Och i chylyť, chylyť bujnyj viter / Ох і хилить, хилить буйний вітер). Vchází Marilica a všechny je posílá pryč. Je zachmuřena – nudí se a k čemu je jí všechno bohatství, když jí z mysli ne a ne sejít švarný seminarista (recitativ a árie v tempu mazurky Och, nudno jak! … Ja rodylas u palatach / Ох, нудно як! … Я родилась у палатах).
Její služebná, Tatarka, přináší zprávu, že se na Marylici zlobí její otec, protože si nechce vzít za manžela starého knížete. Služebnice však za sebe dává své paní za pravdu a lichotí její kráse. Zatímco ji strojí, vleze do komnaty komínem Andrij. Obě ženy se vylekají, pak se ale Marilica začne umouněnému a z rozechvění slova neschopnému Andrijovi smát a koketovat s ním, zatímco Tatarku posílá pryč a ta jen s reptáním odchází a nechává svou paní o samotě s Andrijem, kterého nazývá „chámem“ (scéna A! Hvalt! Rjatujte! … Ot my pannu z ňoho zrobym / А! Гвальт! Рятуйте! … От ми панну з нього зробим). Brzy ale vběhne zpět a varuje – blíží se vojvoda. Andrij se schová nejprve za zástěnu. Vojvoda vchází, aby dceru pokáral za to, že opět odmítnula ženicha, ale Marilica otce jako vždy obměkčí. Andrij za jeho zády mezitím vyskočí z okna. Je slyšet ze dvora, jak se ho vojevodovi sluhové marně snaží chytit. Vojevoda se s podezřením obrací na dceru, koho to u sebe měla, ale Tatarka se dušuje, že v pokoji nikdo nebyl a že musel být zloděj. Ať je to tak nebo tak, vojevoda slibuje nezvaného návštěvníka chytit a potrestat.

### 2. dějství
(Světnice vesnické chalupy Tarase Bulby) V chalupě sedí smutná Tarasova žena Nasťa. Její život nebyl radostný, muž byl vždy v bojích, takže ho skoro neviděla, a jediným darem, který jí dal, byli dva synové. I ti však odešli, když vyrostli z dětských střevíců, a nyní Nasťa s obavami a netrpělivostí očekává jejich návrat (árie Nasti Duša tremiť… Povernuťsja spodivani, kochanni orljata / Душа тремить… Повернуться сподівані, коханні орлята).
Tehdy vstupují Taras a jeho synové, kteří právě přijeli, vcházejí i další hosté – důstojníci z Tarasova kozáckého oddílu a sousedé. Matka se se syny nimi vítá. Taras si dobírá Ostapa pro jeho vous a utká se s ním v přátelské potyčce; Andrije naopak kárá, že se příliš drží matky. Volá po kořalce a děvčata připravují stoly, brzy začíná pitka. Taras a jeho synové pronášejí přípitek slibující boj proti Tatarům a Turkům, hosté odpovídají chválou hostitele a jeho statných, pro boj připravených synů (Blahoslovy počyn Bože … Slava našym hospodarjam, slava! / Благослови почин Боже … Слава нашим господярам, слава!).
Na vyzvání hostí zpívá Taras nejprve dumu o kozáckém životě a slávě (Hej, lyta orel, hel, lytaje syzyj / Гей, лита орел, гей, литає сизий) a pak veselou milostnou píseň (Taras se sborem: Oj divčyna horlyca do kozaka horneťsja / Ой дівчина горлиця до козака горнеться). Hosté se ke zpěvu přidávají a vzápětí rozveselená společnost tančí kozáček.
Ke konci tance přichází setník z Tarasova oddílu Tovkač. Taras jej hned zve ke stolu a dává mu nalít kořalku. Tovkač se obrací na Ostapa a vybízí ho, aby povyprávěl, jak to vypadá v Kyjevě. Ostap líčí chmurný obraz – v Kyjevě i všude po Ukrajině se objevují polští pánové se svými žoldáky a okrádají a ujařmují lid. Je třeba, aby se kozáci ujali národní věci, zvedli vojsko ze Záporoží a udeřili na nepřítele (arioso Ostapa Pravda, baťku! … Hore, hore na Vkrajini! Правда, батьку! … Горе, горе на Вкраїні!). Taras chválí synovo smýšlení a rozhoduje se shromáždit své bojovníky a vydat se se syny na Síč, aby tam vyburcoval kozáky k boji proti Polákům (monolog Tarase Garazd! Ljublju kozacke slovo! / Гаразд! Люблю козацьке слово!).
Zvenčí je slyšet zpěv lidu (sbor Kolo mlynu, kolo brodu / Коло млину, коло броду). Nasťa se hořce loučí se svými syny, kteří ji opouštějí, sotva se vrátili – zvláště žalostně s Andrijem (finále – scéna loučení Nasti se syny Sokoly moji! Ja bez vas zahynu! / Соколи мої! Я без вас загину!).

### 3. dějství
(Majdan v Záporožské Siči) Záporožští kozáci nečinně lelkují na prostranství. Přitom lají polské šlechtě, která uvrhla Ukrajinu do poroby (sbor Hej, ne dyvujte, dobri ljudy, ščo na Vkrajini povstalo / Гей, не дивуйте, добрі люди, що на Вкраїні повстало!). Objevuje se Taras a vyzývá v boji, do něhož hodlá nasadit své dva syny, a k sesazení dosavadního nečinného koševého hejtmana. Na jeho popud kozáci žádají svolání mimořádné rady.
Nadšení se zmocňuje i Andrije, který chce alespoň bojem utišit zkormoucené srdce – ale kdo ví, zda mu osud přinese vojenskou čest a slávu, nebo časný hrob (árie V pochid! V pochid! Jak serce zanjalos! … Skažy meni, tajemna dole / В похід! В похід! Як серце зайнялось! … Скажи мені, таємна доле). Se svými strastmi se svěřuje i Ostapovi, ale ten to považuje jen za nedostatek zmužilosti; oba bratři si slibují věrnost a odvahu v boji za svou slávu a za vlast (duet Polynem my na benket novyj / Полинем ми на бенкет новий).
Kozáci se scházejí na radu, slavnostně vstupují esaul a staršina, sudí a písař. Vchází i košový hejtman. Část kozáků jej obviňuje ze zbabělosti a vyzývá k odstoupení. Jiná část jej hájí, ale košový skládá hejtmanské klenoty a probíhá nová volba. Několik frakcí předkládá své kandidáty, kteří se setkávají s odporem, až Taras navrhne Kyrďagu a ten je zvolen aklamací. Sičoví starci přivádějí Kyrďagu. Ten se nejprve zdráhá, pak však z rukou Bunčužného přebírá odznaky košového hejtmana. Sičoví starci mu přednášejí volební napomenutí, Kyrďag přísahá na bratrství, Sič i Ukrajinu a kozáci mu provolávají slávu (scéna volby, zakončená sborem Chaj, jak sonce, vona sjaje / Хай, як сонце, вона сяє).
V té chvíli přijíždí posel se zprávami o polské šlechtě, která zabíjí, plení a vypaluje, a o popravě kyjevského hejtmana ve Varšavě. Volá záporožské kozáky na pomoc (árie Bratove! Bida! / Братове! Біда!). Kozáci volají do zbraně a Kyrďaga se ujímá velení. Všichni vyrážejí s nadšením z tábora do boje proti nepřátelům vlasti (sbor Rušajmo vsi! / Рушаймо всі!, tanec a sbor Zasvystaly kozačeňky / Засвистали козаченьки).

### 4. dějství
(1. obraz – Noc, kozácký tábor pod Dubnem) Kozáci obléhají město Dubno s polskou posádkou. Andrij leží o samotě na voze. Nemůže spát, pozoruje hvězdnou oblohu a vzpomíná na Kyjev a na Marilicu, kterou už dva roky neviděl (árie Ne spyťsja ščos… Nemov v tumani, ja baču Kyjiv / Не спиться щось… Немов в тумані, я бачу Київ). Mezi vozy se přikrade Tatarka, Marilicina služebná. Sděluje Andrijovi, že Marilica je v Dubně, protože její otec byl mezitím jmenován dubenským vojevodou. Marilica prý stejně jako v ostatní obležení trpí hladem, už tři dny nic nejedla, a je blízka smrti (árie Tatarky Jak pyšna kvitka rannim morozom / Як пишна квітка раннім морозом). Andrej neváhá, sesbírá z vozů potravin, kolik unese, a vydává se s Tatarkou, jež zná tajnou podzemní chodbu dovnitř města.
(2. obraz – Kaple v paláci dubenského vojevody) Hladovějící Poláci se modlí za svou záchranu a za záhubu kacířů (sbor Myloserdja nam otverzy dveri / Милосердя нам отверзи двері). Marilica pláče nad svým osudem, trpí na těle i na duchu, a modlí se za záchranu (árie Lyjtes, sljozy, lyjtes revne! … Ty, bože mylyj / Лийтесь, сльози, лийтесь ревне! … Ти, боже милий). Když vyjde z kaple, narazí na Tatarku a Andrije. Ten pod dojmem její krásy zapomíná na všechno ostatní. Zesláblá Marilica neví, jak poděkovat, a radostí se rozpláče (arioso Marilici Kozače, rycarju, ne syla meni / Козаче, рицарю, не сила мені). Zamilovaný Andrij jí slibuje učinit cokoliv pro její záchranu (arioso Andrije Zore moje večirnjaja, čoho tobi treba / Зоре моя вечірняя, чого тобі треба?). Marilica se cítí být v rukou osudu: tolik velmožů odmítla, a nyní se zamilovala do nepřítele; v rozpolcení si přeje smrt (arioso Dole moja ty zla / Доле моя ти зла). Ale Andrij ji nehodlá opustit na tomto ani na onom světě (arioso Ne može byť, ne može statys / Не може бить, не може статись). Marilica mu připomíná jeho vojenskou přísahu, ale Andrij je ochoten pro ni zapomenout na otce, matku i celé kozáctvo, jeho vlastí je nyní ona. Oba si vyznávají lásku (duet Ni, rycarju vidvažnyj mij … Ty odna moja vitčyzna / Ні, рицарю відважний мій… Ти одна моя вітчизна).
Vchází vojevoda v doprovodu polských pánů a děkuje Andrijovi za pomoc. Andrij jej žádá o ruku jeho dcery. Vojevoda se přes dceřiny prosby zdráhá vydat ji neurozenému člověku a navíc kacíři, ale jezuita z jeho doprovodu mu radí, aby dal své svolení, pokud Andrij pomůže Polákům prorazit kozácké obklíčení. Vojevoda souhlasí a jmenuje Andrije plukovníkem polského vojska.

### 5. dějství
(Tábor záporožského vojska pod Dubnem) Kozáci se scházejí na válečnou poradu k Tarasovi. Situace je neradostná, nepříteli se je podařilo obejít a navíc v jejich nepřítomnosti Tataři dobyli kozácké centrum Záporožskou Síč. I v oslabení však hodlají zápasit s nepřítelem – alespoň k tomu druhy vybízejí Taras a Ostap. Taras se dovolává nejsvětějšího bratrství mezi kozák a lásky k Ukrajině (arioso Ščo u sviti je svjatiše ponad naše pobratymstvo / Що у світі є святіше понад наше побратимство). Rozdává úkoly a je překvapen, že nenachází syna Andrije.
Kozák Zadorožnyj, který unikl z polského zajetí, přináší Tarasovi zprávu, že se nepřátelé zázrakem dostali z obležení. Zatímco kozáci jsou v boji zabíjeni, polské vojsko prý vede Andrij (vyprávění Zadorožného Byv v vorožomu poloni / Бив в ворожому полониі). Rozzuřený Taras tomu nechce věřit a málem posla zabije. O samotě pak e v jeho myšlenkách střídá nevíra v tuto novinu s prudkým hněvem na zrádného syna (árie Och, jaku tjažennu kamenjuku vin na méně skynuv! / Ох, яку тяженну каменюку він на мене скинув!).
Polská jízda vyrazila města Dubna proti kozákům a v jejich čele odvážně bojuje Andrij. Taras zařídí, aby byl nápor veden jeho směrem, a když se Andrij přiblíží na dostřel, sám ho zastřelí. Přibíhá Ostap, ptá se, kdo bratra zabil, a pláče nad jeho mrtvolou, vyčítá mu, že zradil pro ženu své bratrstvo (árie Chto vbyv joho? … Ščo ty včynyv / Хто вбив його? … Що ти вчинив?). Chce Andrije pochovat, aby nezůstal na pospas vranám, ale Taras míní, že jej má oplakat a pochovat někdo z druhé strany.
Jeden z kozáků přináší zvěst, že se podařilo Poláky zastavit a zahnat zpět do pevnosti. Taras velí neotálet, zaútočit na Dubno a bojovat do jeho pádu. Kozáckým útokem na Dubno opera končí.

## Diskografie
- 1972 (2CD Victor-Vega 2005; výňatky CD Melodija 2010) Zpívají Andrij Kikoť, Larysa Rudenko, Dmytro Hnatjuk, Volodymyr Tymochin, Jelizaveta Čavdar, V. Matvjejev, N. Missina, V. Skubak, T. Feoktystov, V. Herasymčuk, V. Hurov, V. Šylov, H. Krasulja, B. Puzyn, I. Kljakun, V. Hrycjuk. Orchestr a sbor Státního akademického divadla opery a baletu Ukrajinské SSR T. H. Ševčenka řídí Kostjantyn Simeonov.[32]